# Inschrift Ancoz 9

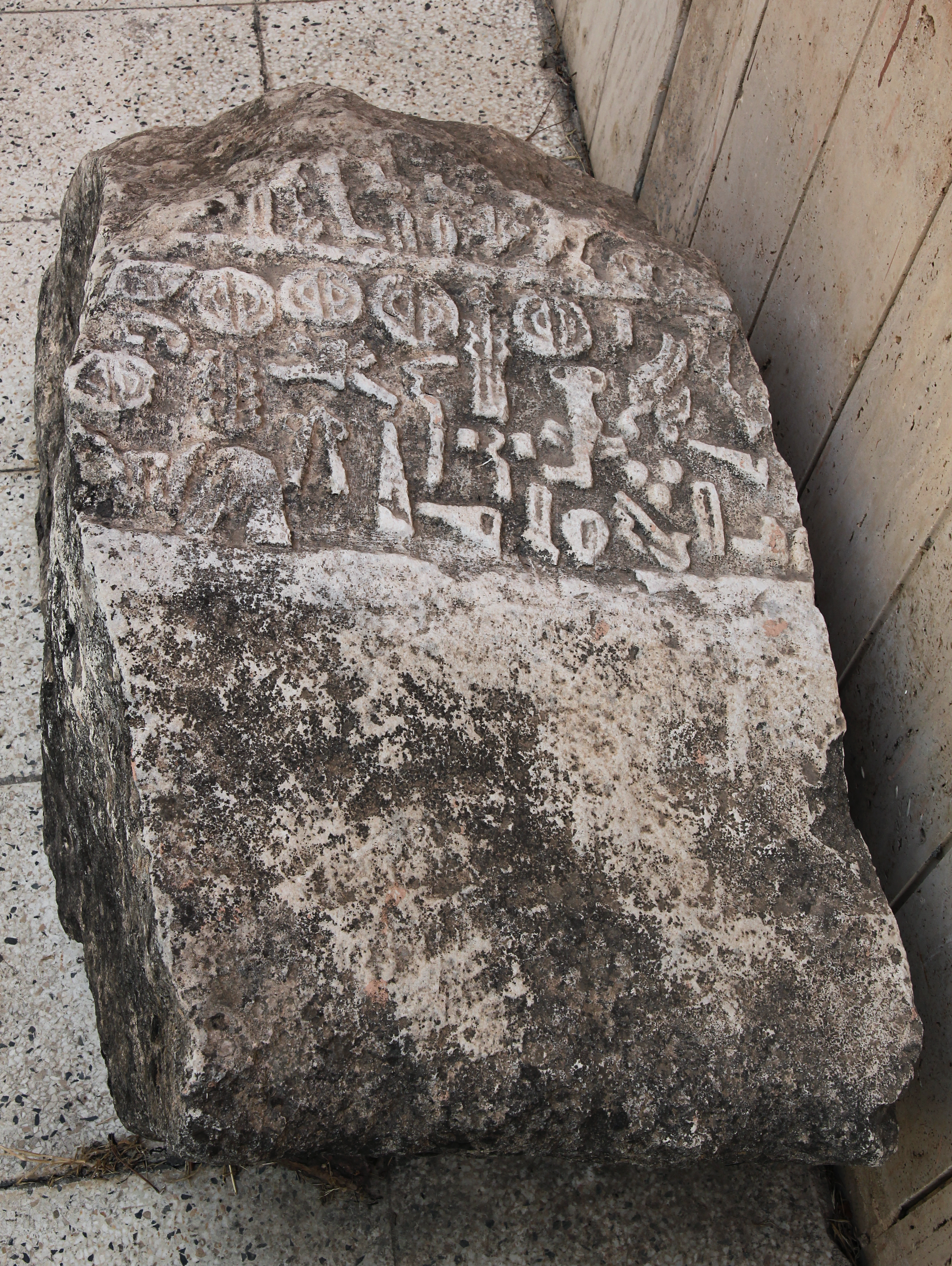
Ancoz 9 im Museumsgarten

Als Ancoz 9 wird eine Inschrift in luwischen Hieroglyphen aus dem 9./8. Jahrhundert v. Chr. von dem kommagenischen Siedlungshügel Ancoz in der heutigen Türkei bezeichnet, die im Archäologischen Museum Adıyaman ausgestellt ist.

## Herkunft
Der Inschriftenstein wurde 1979 von dem türkischen Hethitologen Sedat Alp im Zuge seiner Ausgrabungen auf dem Hügel von Ancoz gefunden. Der Hügel liegt nahe dem heutigen Dorf Eskitaş im Landkreis Kâhta der türkischen Provinz Adıyaman, er ist heute vom Atatürk-Stausee überflutet. Er war ab der neohethitischen Zeit (1200–700 v. Chr.) in Benutzung und gehörte zum eisenzeitlichen Königreich Kummuḫ, das etwa dem späteren Kommagene entspricht. Die Inschrift befindet sich im Außenbereich des Archäologischen Museums der Provinzhauptstadt Adıyaman und hat dort die Inventarnummer 683. Die erste Veröffentlichung erfolgte 2000 durch John David Hawkins in seinem Corpus of Hieroglyphic Luwian Inscriptions, wo sie die Bezeichnung Ancoz 9 erhielt.

## Beschreibung
Der Steinblock ist an beiden Seiten beschädigt, Ober- und Unterkante sind erhalten. Er ist 0,71 Meter hoch, 0,52 Meter dick und hat eine maximale Breite von 0,46 Metern. Die Vorderseite trägt eine zweizeilige Inschrift mit einer Zeilenhöhe von 20 Zentimetern. Die Inschrift ist, wie auch die Zeilentrenner, im Relief ausgeführt. Von der oberen Zeile ist ein großer Teil weggebrochen, die zweite Zeile ist gut erhalten. Der untere Teil des Steins ist unbeschriftet.

Die obere Zeile des Textes ist linksläufig, die untere rechtsläufig geschrieben. Die obere Zeile ist wegen der Beschädigung nicht lesbar. Die untere Zeile listet mehrere Gottheiten und erwähnt eine Gazelle als Opfer. Die Übersetzung nach Hawkins lautet:

„…] (to) the great Storm-God of Heaven, the god …, the god Sarrumas mountain-king, the goddess Alasuwas, the god … 1 gazelle they shall offer …“

Der Name des Verfassers fehlt. Im Zusammenhang mit der Inschrift Ancoz 7, die von König Suppiluliuma stammt, datiert Hawkins sie auf das späte 9. oder das frühe 8. Jahrhundert v. Chr.